# Intimate and Live
 Ovo je glavno značenje pojma Intimate and Live. Za DVD pogledajte Intimate and Live (DVD).
Intimate and Live je naziv live albuma australske pjevačice Kylie Minogue, objavljenog 1998. godine.
Popis pjesama s turneje, s koje je live album snimljen, je većinom baziran na pjesmama s Minogueina dva albuma izdana u izdanju diskografske kuće Deconstruction Records kao i re-izrade njenih najpoznatijih SAW hitova. Također tu je obrada pjesme  "Should I Stay or Should I Go?" od The Clash te do tada nepoznata pjesma "Free".

## Popis pjesama
Disk 1
1. "Too Far"
2. "What Do I Have to Do?"
3. "Some Kind of Bliss"
4. "Put Yourself in My Place"
5. "Breathe"
6. "Take Me With You"
7. "I Should Be So Lucky"
8. "Dancing Queen" (obrada hita grupe ABBA)
9. "Dangerous Game"
10. "Cowboy Style"

Disk 2
1. "Step Back in Time"
2. "Say Hey"
3. "Free"
4. "Drunk"
5. "Did It Again"
6. "Limbo"
7. "Shocked"
8. "Confide in Me"
9. "The Loco-Motion"
10. "Should I Stay or Should I Go" (obrada hita od The Clash)
11. "Better the Devil You Know"

### Singl
"Dancing Queen" je objavljen na australskom radiju, Kyliein prvi samo radijski singl.  Zbog toga što je samo radijski singl, nije bilo moguće da se plasira na službenu australsku top ljestvicu. Ali ipak je bio značajan airplay i prilično popularan na australskom glazbenom showu RAGE
Radijska inačica se pojavljuje na australskoj kompilaciji Greatest Hits 1987-1999.